# Liste der Naturdenkmale in Großschönau (Sachsen)
Die Liste der Naturdenkmale in Großschönau umfasst Naturdenkmale der sächsischen Gemeinde Großschönau (Sachsen).

## Liste der Naturdenkmale in Großschönau
Link zu einem Kartenansichtstool, um Koordinaten zu setzen.
| Bild                          | Bezeichnung                                       | Lage                                           | Beschreibung | Datum | Nummer |
| ----------------------------- | ------------------------------------------------- | ---------------------------------------------- | --- | ----- | ------ |
| BW                            | Winter-Linde am Butterberg 7                      | Waltersdorf (50° 51′ 57,9″ N, 14° 39′ 3,1″ O)  | Naturdenkmal Verordnung des Landkreises Löbau-Zittau zur Festsetzung von Naturdenkmalen im Landkreis Löbau-Zittau (13. Dezember 2000)             |       | GR 65  |
| mehr Fotos \| Fotos hochladen | Stiel-Eiche an der Schenaustraße 3 (Museumseiche) | Großschönau (50° 53′ 59″ N, 14° 39′ 40,1″ O)   | Naturdenkmal Verordnung des Landkreises Löbau-Zittau zur Festsetzung von Naturdenkmalen im Landkreis Löbau-Zittau (13. Dezember 2000)             |       | GR 101 |
| mehr Fotos \| Fotos hochladen | Lindenreihe am Friedhof                           | Großschönau (50° 53′ 53,3″ N, 14° 39′ 42,3″ O) | Naturdenkmal Beschluss des Rates des Kreises Zittau vom 30. Oktober 1957                                                                          |       | GR 99  |
| BW                            | Sandsteinsäulen auf den Lauschewiesen             | Waltersdorf (50° 51′ 2,6″ N, 14° 39′ 6,8″ O)   | Naturdenkmal Verordnung des Landkreises Löbau-Zittau zur Festsetzung von geologischen Naturdenkmalen im Landkreis Löbau-Zittau (27. Februar 2002) |       | GR 29  |
| mehr Fotos \| Fotos hochladen | Lärche auf der Feldflur                           | Großschönau (50° 53′ 15,3″ N, 14° 40′ 32,1″ O) | Naturdenkmal Verordnung des Landkreises Löbau-Zittau zur Festsetzung von Naturdenkmalen im Landkreis Löbau-Zittau (13. Dezember 2000)             |       | GR 103 |
| BW                            | Feldulme am Ottoberg                              | Waltersdorf (50° 51′ 44,7″ N, 14° 38′ 31,3″ O) | Naturdenkmal Verordnung des Landkreises Löbau-Zittau zur Festsetzung von Naturdenkmalen im Landkreis Löbau-Zittau (26. Mai 1999)                  |       | GR 576 |
| BW                            | Wiese auf den Hofefeldern                         | Großschönau (50° 54′ 41,8″ N, 14° 39′ 50,2″ O) | Flächennaturdenkmal (0,2 Hektar) Beschluss des Rates des Kreises Zittau 177/81 vom 22. Dezember 1981                                              |       | GR 255 |
| mehr Fotos \| Fotos hochladen | Hangwald im Lausurtal                             | Großschönau (50° 53′ 27″ N, 14° 39′ 12″ O)     | Flächennaturdenkmal (1,1 Hektar) Beschluss des Rates des Kreises Zittau 177/81 vom 22. Dezember 1981                                              |       | GR 252 |
| BW                            | Gebüsch an der Sattlerwiese                       | Großschönau (50° 55′ 24,4″ N, 14° 39′ 23″ O)   | Flächennaturdenkmal (3,4 Hektar) Beschluss des Rates des Kreises Zittau 177/81 vom 22. Dezember 1981                                              |       | GR 253 |
| mehr Fotos \| Fotos hochladen | Vorderer Pocheteich                               | Großschönau (50° 52′ 26,2″ N, 14° 40′ 55,9″ O) | Flächennaturdenkmal (1,0 Hektar) Beschluss des Rates des Kreises Zittau 177/81 vom 22. Dezember 1981                                              |       | GR 256 |
| mehr Fotos \| Fotos hochladen | Goldfabianteich mit Wiese                         | Großschönau (50° 52′ 54,1″ N, 14° 40′ 41,9″ O) | Flächennaturdenkmal (3,9 Hektar) Beschluss des Rates des Kreises Zittau 200/76 vom 16. Dezember 1976                                              |       | GR 160 |
| BW                            | Steinbruch am Jahnsberg                           | Großschönau (50° 53′ 40,3″ N, 14° 39′ 7,9″ O)  | Flächennaturdenkmal (0,4 Hektar) Beschluss des Rates des Kreises Zittau 177/81 vom 22. Dezember 1981                                              |       | GR 254 |
| mehr Fotos \| Fotos hochladen | Kastaniengruppe auf dem Friedhof                  | Großschönau (50° 53′ 54,7″ N, 14° 39′ 44,9″ O) | Naturdenkmal Verordnung des Landkreises Löbau-Zittau zur Festsetzung von Naturdenkmalen im Landkreis Löbau-Zittau (13. Dezember 2000)             |       | GR 98  |
| mehr Fotos \| Fotos hochladen | Rot-Buche an der Emil-Schiffner-Straße 6          | Großschönau (50° 53′ 34,3″ N, 14° 40′ 4,2″ O)  | Naturdenkmal Verordnung des Landkreises Löbau-Zittau zur Festsetzung von Naturdenkmalen im Landkreis Löbau-Zittau (27. Februar 2002)              |       | GR 874 |
| BW                            | Winter-Linde am Kux 1                             | Großschönau (50° 53′ 31,8″ N, 14° 39′ 16″ O)   | Naturdenkmal Verordnung des Landkreises Löbau-Zittau zur Festsetzung von Naturdenkmalen im Landkreis Löbau-Zittau (13. Dezember 2000)             |       | GR 100 |

## Ehemalige Naturdenkmale in Großschönau
Link zu einem Kartenansichtstool, um Koordinaten zu setzen.
| Bild                          | Bezeichnung                         | Lage                                           | Beschreibung | Datum | Nummer |
| ----------------------------- | ----------------------------------- | ---------------------------------------------- | ------------ | ----- | ------ |
| Fotos hochladen               | Silber-Pappel an der Hauptstraße 54 | Großschönau (50° 53′ 47,8″ N, 14° 39′ 34,9″ O) | Naturdenkmal |       |        |
| mehr Fotos \| Fotos hochladen | Stiel-Eiche an der Teichstraße 27   | Großschönau (50° 54′ 8,1″ N, 14° 39′ 16″ O)    | Naturdenkmal |       |        |